# Ephedra tweedieana
Ephedra tweedieana là một loài thực vật hạt trần trong họ Ephedraceae. Loài này được C.A.Mey. mô tả khoa học đầu tiên năm 1846.